# Autostrada A27 (Portugalia)
Autostrada A27 (port. Autoestrada A27, Autoestrada do Vale do Lima) – autostrada w północnej Portugalii, przebiegająca przez dystrykt Viana do Castelo.
Autostrada łączy nadmorską miejscowość Viana do Castelo z Ponte da Barca.

## Historia
| Trasa                          | Data inauguracji | Długość |
| ------------------------------ | ---------------- | ------- |
| Viana do Castelo () – Nogueira | 2001             | 6,4 km  |
| Nogueira – Ponte de Lima ()    | 2005             | 17,6 km |